# Cazalbé, o Herdeiro da Graça
Cazalbé, o Herdeiro da Graça é uma série documental brasileira com cinco episódios sobre a trajetória de vida e carreira do humorista, apresentador de televisão e roteirista Carlos Alberto de Nóbrega.
Produzida pelo SBT, a série tem direção geral de Michael Ukstin e roteiro de Eli Ramos. Estreou no dia 29 de agosto de 2024 pela plataforma +SBT.

## Premissa
O documentário traça um retrato linear da vida de Carlos Alberto de Nóbrega, revelando sua trajetória pessoal e profissional. Apresenta sua família, seu vínculo com Silvio Santos e a relação próxima que mantém com filhos, netos e bisnetos. Também aborda os personagens d'A Praça é Nossa e traz depoimentos de amigos que ressaltam como Carlos Alberto e seu programa foram fundamentais para revelar novos talentos do humor brasileiro.

## Elenco
- Carlos Alberto de Nóbrega
- Patrícia Abravanel
- Fábio Porchat
- Lúcio Mauro Filho
- Moacyr Franco
- Boni
- Marlei Cevada
- Paulinho Gogó
- Matheus Ceará
- Marcelo de Nóbrega
- Rodrigo Faro
- Dedé Santana
- Tom Cavalcante
- Fábio Rabin
- Marcelo Médici